# بلوپرینت

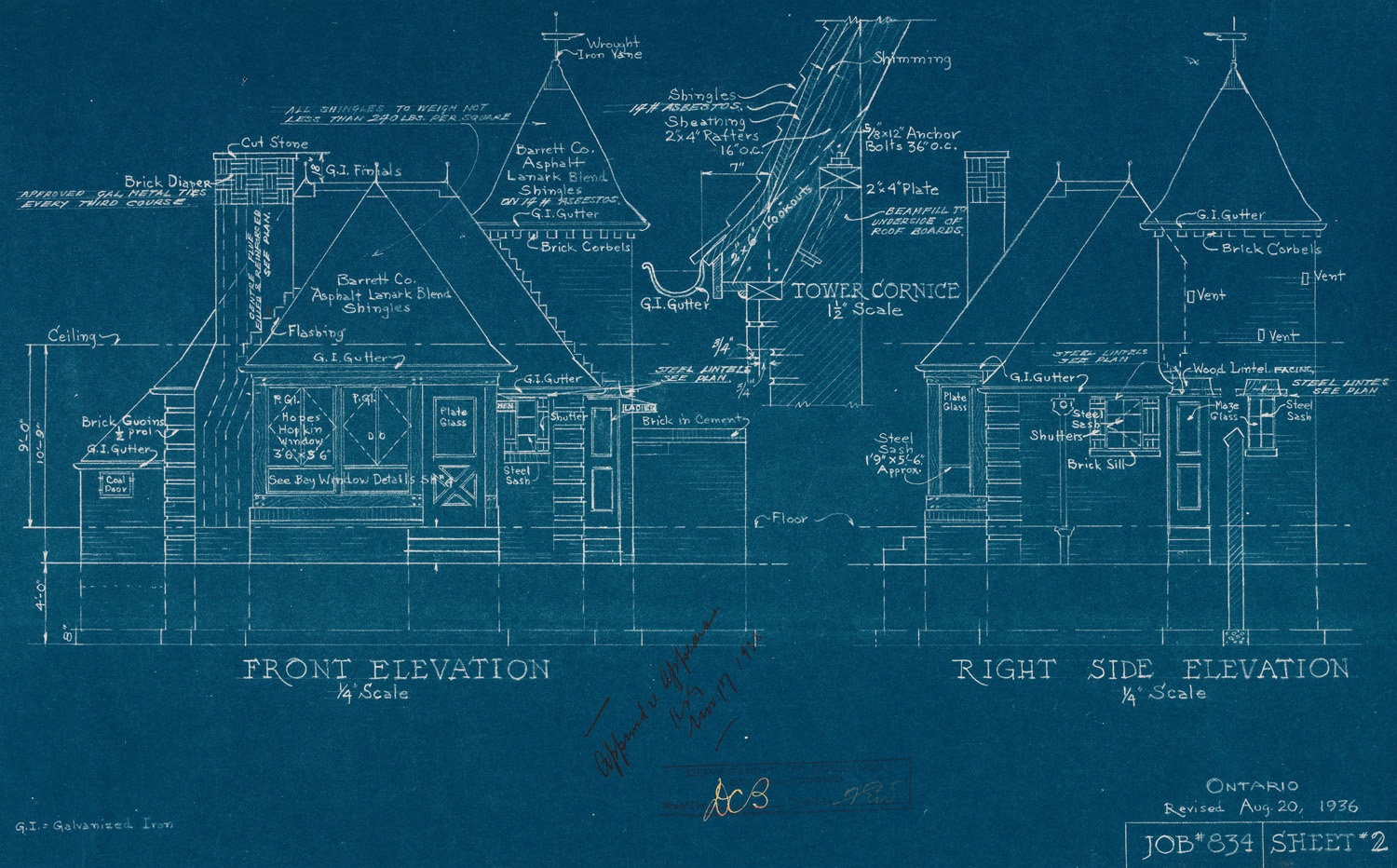
نمونه‌ای از یک بلوپرینت، کانادا ۱۹۳۶

بلوپرینت (به انگلیسی: BluePrint)، طرح آبی، نقشه آبی یا نقشه ساخت، بازتولید ترسیم فنی یا رسم فنی و مهندسی با استفاده از فرایند چاپ تماسی روی ورق‌های حساس به نور است که برای نخستین بار توسط سِر جان هرشل در ۱۸۴۲ معرفی شد.
خطوط و نقوش سفید روی زمینه آبی نقشه‌های آبی نتیجه فرایند سیانوتایپ است که تولید سریع و دقیق از یک مرجع اصلی را به تعداد نامحدود امکان‌پذیر می‌کرد. این روش برای بیش از یک قرن برای بازتولید نقشه‌های مشخصات در معماری و صنعت در مقیاس بالا به‌کار گرفته می‌شد. نقشه‌های آبی که نگاتیوِ نقشه اصلی بود، با خطوط سفید روی زمینه آبی،  شناخته می‌شدند. با این حال، رنگ یا سایه‌های خاکستری را نمی‌شد بازتولید کرد.
این فرایند منسوخ شده است و در ابتدا توسط فرایند دیازوِ مبتنی بر وایت‌پرینت جایگزین شد، و بعدها توسط دستگاه‌های بزرگ‌فرمت فتوکپی الکتروفوتوگرافی جایگزین گردید. امروزه تقریباً به‌طور کامل توسط نقشه‌های رایانه‌ای دیجیتال جایگزین شده‌است.

اصطلاح «نقشه آبی» به‌طور غیررسمی همچنان برای اشاره به هر نقشه طبقه (و به تبع آن هر نوع نقشه) به کار می‌رود. مهندسان، معماران و نقشه‌کِشان حرفه‌ای اغلب آن‌ها را «نقشه»، «پرینت» یا «پلان» می‌نامند.

طرح اولیه برای ناوشکن اسکورت کلاس جان سی باتلر، ۱۹۴۴

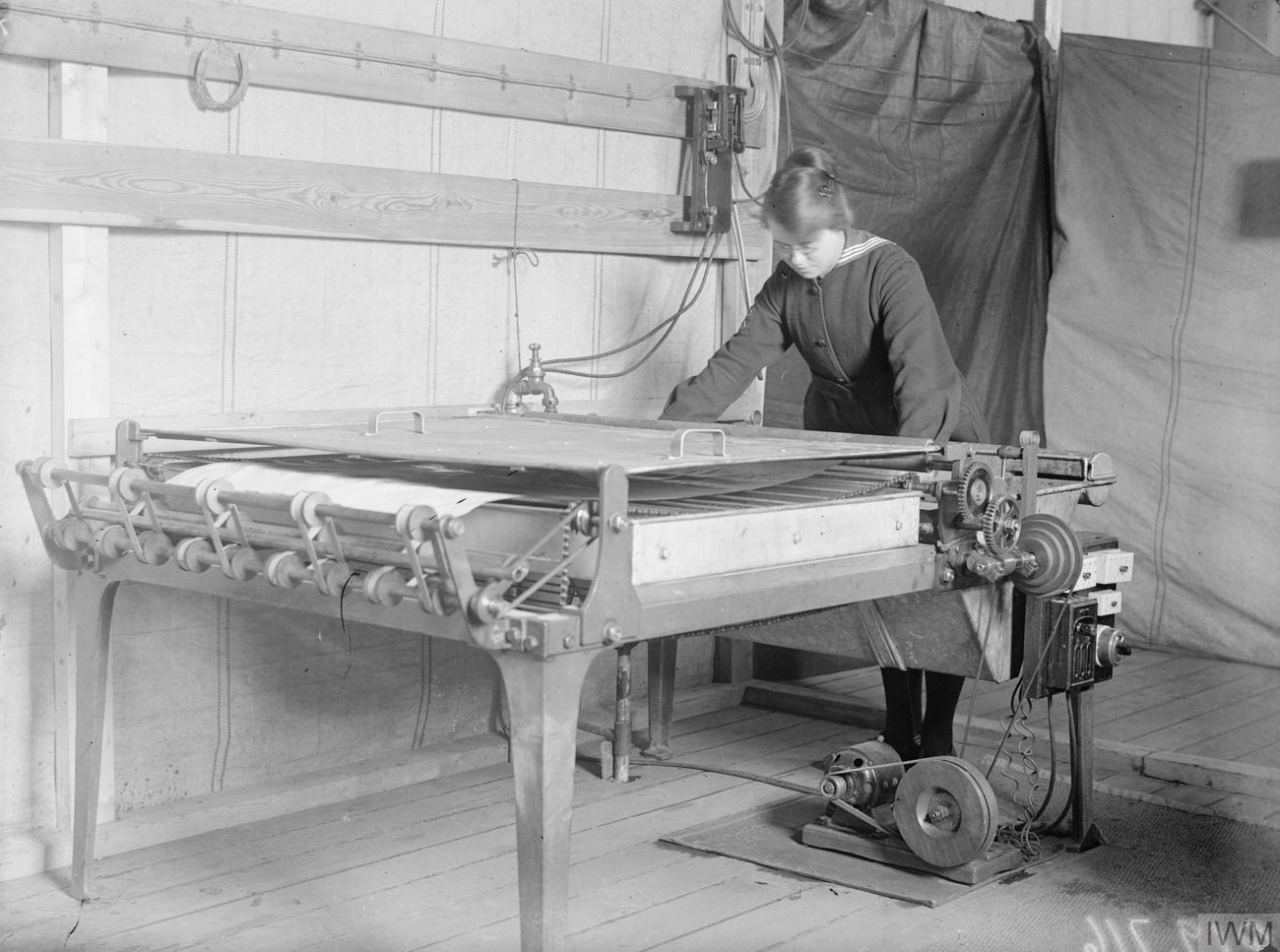
عضوی از نیروی خدمت دریایی سلطنتی زنان در حال کار با دستگاه چاپ آبی در طول جنگ جهانی اول

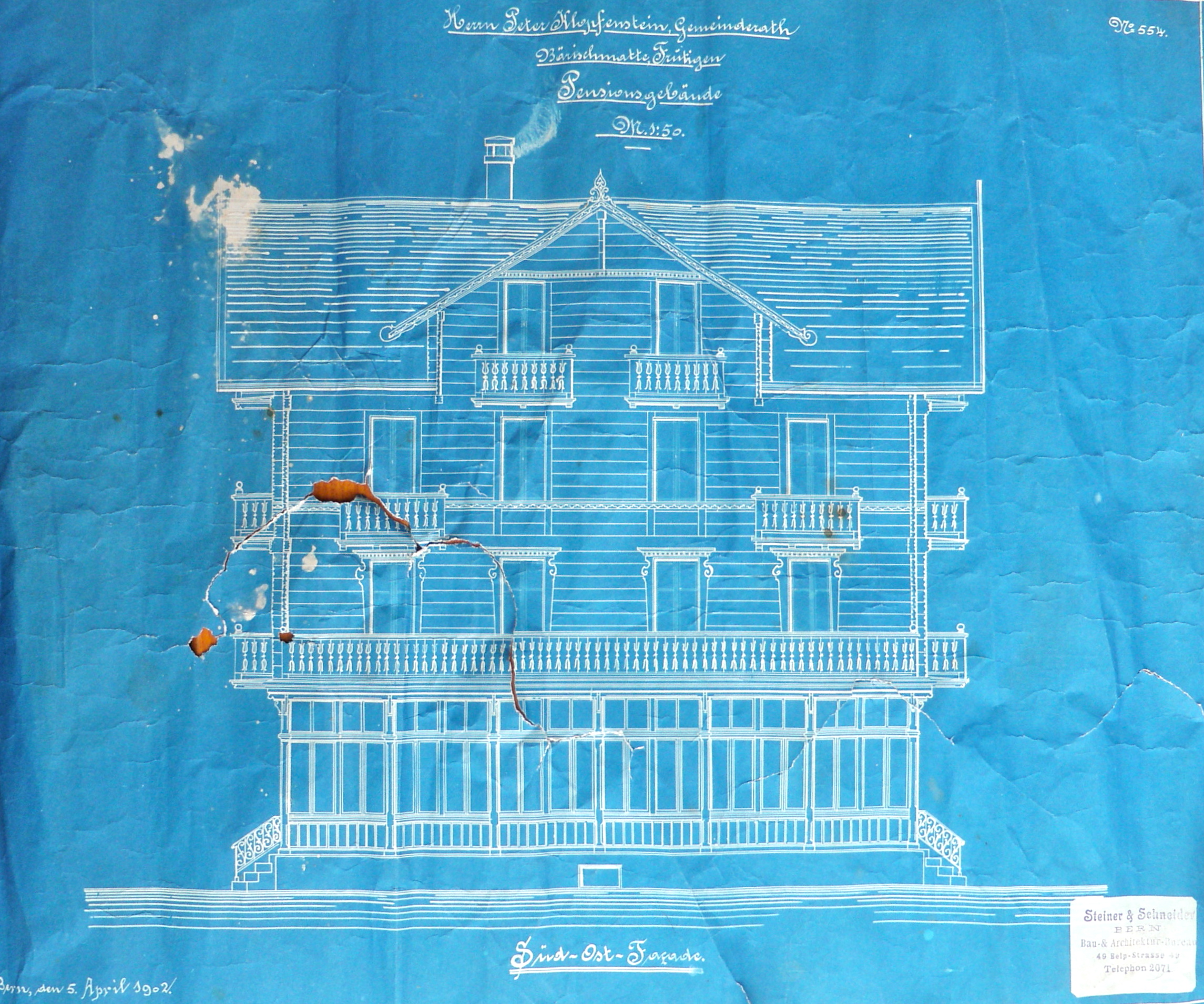
نقشه معماری، آلمان، ۱۹۰۲

فرآیند طرح آبی بر پایه یک ترکیب آهن‌دار حساس به نور است. شناخته‌شده‌ترین روش، استفاده از سیترات فریک آمونیوم و پتاسیم فری‌سیانید است. در این روش، کاغذ بوسیله محلول سیترات فریک آمونیوم آغشته و سپس خشک می‌شود. هنگام تابش نور، آهن سه‌ظرفیتی به آهن دو ظرفیتی تبدیل می‌شود. سپس با استفاده از محلول پتاسیم فری‌سیانید، رنگدانه نامحلول فروفرسیانید (آبی پِروسی، نیلی فرنگی یا «آبی ترنبول»)، با آهن دو ظرفیتی تولید می‌شود. در پایان، مقادیر اضافی سیترات فریک آمونیوم و پتاسیم فری‌سیانید شسته می‌شوند. این فرایند با عنوان سایانوتایپ نیز شناخته می‌شود.
این روش برای تکثیر هر سندی که شفاف به نور باشد امکان‌پذیر است. مهندس‌ها و معمارها طرح‌های خود را روی کاغذ کارتریج ترسیم می‌کردند و سپس برای تکثیر، آن را با مرکب هندی روی کاغذ کالک بازنقش می‌زدند. نقشه کالک‌خورده روی کاغذ حساس‌شده قرار می‌گیرد و هر دو را زیر یک شیشه محکم میکنن. سپس این پیوند را در یک قاب، مشابه با قاب عکس، در یک محیط نورگیر و در معرض نور خورشید قرار میدهند. زمان لازم برای نورگیری کافی این قاب در حدود یک تا دو دقیقه در زیر آفتاب یا حدود سی دقیقه در آسمان ابری است. با این کار نور فرابنفش از کاغذ کالک عبور می‌کند، پوشش حساس به نور به رنگ پایدار (آبی یا سیاه) تبدیل می‌شود. در نقاطی که مرکب هندی جلوی عبور نور فرابنفش را می‌گیرد، پوشش روی کاغذ همچنان محلول باقی می‌ماند. تصویر در حال شکل‌گیری قابل رؤیت است و پس از رؤیت تصویر واضح، قاب به داخل آورده می‌شود تا فرایند متوقف گردد. پوشش تبدیل‌نشده از روی کاغذ شسته شده و سپس کاغذ خشک می‌گردد. نتیجه کار، نسخه‌ای از تصویر اولیه است که زمینه روشن آن تیره آبی و خطوط تصویر به رنگ سفید بازتولید شده است.
این فرایند چند ویژگی دارد:
- تصویر پایداری ایجاد می‌کند
- از آنجا که فرایند تماسی است، به سامانه اپتیکی با میدان بزرگ نیاز ندارد
- سند بازتولیدشده مقیاس برابر با اصل را حفظ می‌کند
- کاغذ در طول پردازش در مایع غوطه‌ور می‌شود و ممکن است اعوجاج‌های جزئی به وجود آید
- پس‌زمینه آبی تیره باعث دشواری در تغییر تصویر می‌شود، بنابراین
  - نقشه تأییدشده را در حین استفاده حفظ می‌کند
  - سابقه مشخصات تأییدشده را نگه می‌دارد
  - تاریخچه تغییرات را بر روی کاغذ ثبت می‌کند
  - ارجاع به نقشه‌های دیگر را حفظ می‌کند

معرفی فرایند طرح آبی، هزینه‌های بازتولید فُتولیتوگرافیک یا بازنقشی دستی از نقشه‌های اصلی را حذف کرد. تا اواخر دهه ۱۸۹۰ در دفاتر معماری آمریکا، تهیه یک نسخه طرح آبی حدود یک‌دهم هزینه بازنقش دستی بود. فرایند طرح آبی هنوز برای جلوه‌های هنری و عکاسی ویژه، بر روی روی کاغذ و منسوجات استفاده می‌شود.
مواد مختلفی برای تهیه زیرکار نقشه‌های مهندسی به کار رفته‌اند و کاغذ رایج‌ترین گزینه بود. برای چاپ‌های بادوام‌تر گاهی از کتان استفاده می‌شد، اما با گذشت زمان، چاپ‌های کتانی کمی چروک می‌شدند. برای مقابله با این مشکل، چاپ روی چرم‌نمای کاغذی و بعدها فیلم پلی‌استر (بوپت) مورد استفاده قرار گرفت.

## نسخه‌های سفید

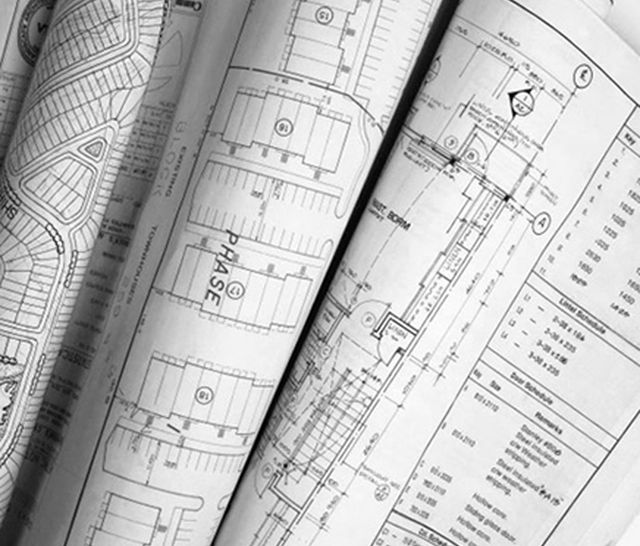
نسخه سفید

نسخه‌های آبی‌رنگ سنتی هنگامی که روش‌های چاپ ارزان‌تر و نمایشگرهای دیجیتال در دسترس قرار گرفتند، منسوخ شدند.
در اوایل دهه ۱۹۴۰، نسخه‌های سیانوتایپی به تدریج جای خود را به چاپ‌های دیازو دادند که به عنوان «کپی‌های سفید» نیز شناخته می‌شدند (کپی سفید). این تکنیک خطوط آبی‌رنگ را روی پس‌زمینه سفید تولید می‌کند. این نقشه‌ها «خطوط آبی» نیز نامیده می‌شدند. روش‌های چاپ رنگ‌پایه دیگری نیز وجود داشت که تحت عنوان «خطوط مشکی» شناخته می‌شدند. چاپ‌های دیازو تا زمانی که فرایندهای چاپ الکتروفتوگرافی جایگزین آن‌ها شد، مورد استفاده باقی ماندند.
فناوری زِروگرافی تکنولوژی استاندارد دستگاه‌های کپی است که از گرد جوهر روی کاغذ کپی استفاده می‌کند. وقتی در حدود ۱۹۷۵ دستگاه‌های زروگرافی در ابعاد بزرگ در دسترس قرار گرفتند، روش‌های چاپ قدیمی‌تر را کنار زدند. با ورود تکنیک‌های طراحی به کمک رایانه به کار، طرح‌ها به‌طور مستقیم با استفاده از چاپگر یا پلاتر چاپ می‌شدند.

## دیجیتال
در بیشتر موارد طراحی به کمک رایانه برای قطعات ماشینی، کاغذ به طور کامل حذف می‌شود و طرح نهایی به صورت عکس روی نمایشگر کامپیوتر قابل مشاهده است. برنامه طراحی به کمک رایانه، از طرح تأییدشده یک توالی کنترل عددی کامپیوتری را تولید می‌کند. این توالی یک فایل کامپیوتری است که عملیات ماشین‌ابزار را برای ساخت قطعه کنترل می‌کند.
در مورد طرح‌های عمرانی، مانند کار روی جاده یا ساخت ساختمان، کارکنان نظارتی ممکن است «نقشه‌ها» را مستقیماً روی نمایشگر ببینند و به جای ورق‌های کاغذی چاپ‌شده از دستگاه‌های همراه مانند تلفن هوشمند یا تبلت استفاده کنند. نرم‌افزارها امکان مشاهده و حاشیه‌نویسی روی فایل‌های الکترونیکی نقشه را نیز فراهم می‌کنند. گروه‌های ساختمانی در محل پروژه نیز برای ویرایش، اشتراک‌گذاری و مشاهده نقشه‌ها در زمان واقعی از این نرم‌افزارها بهره می‌برند.
بسیاری از نقشه‌های کاغذی اصلی آرشیو می‌شوند زیرا هنوز مورد استفاده هستند. در بسیاری موارد تبدیل آن‌ها به قالب دیجیتال بسیار پرهزینه است. بیشتر ساختمان‌ها و جاده‌هایی که قبل از ۱۹۹۰ ساخته شده‌اند، تنها نقشه کاغذی دارند و نسخه دیجیتال ندارند. این نسخه‌های اصلی برای تعمیر و تغییرات سازه‌ها —مانند پل‌ها، ساختمان‌ها، سیستم‌های فاضلاب، جاده‌ها و راه‌آهن‌ها— همچنان در حال بهره‌برداری هستند و اهمیت قابل توجهی دارند و گاه در مسائل حقوقی مربوط به تعیین مرز املاک یا مسئولیت دیوارهای حد مرزی به کار می‌آیند.

## مراجع
1. ↑  Go., F. E. (1970). "Blueprint". Encyclopædia Britannica (به انگلیسی). Vol. 3 (Expo'70 ed.). Chicago: William Benton, Encyclopædia Britannica Inc. p. 816. ISBN 0-85229-135-3.
2. ↑  Shorter Oxford English Dictionary (6th ed.), انتشارات دانشگاه آکسفورد, 2007, ISBN 978-0-19-920687-2
3. ↑  "Blueprint". Dictionary.com. Retrieved February 6, 2016.
4. ↑  "Blueprint". Merriam-Webster Dictionary. Retrieved February 6, 2016.
5. ↑  C. Brown, Walter; K. Brown, Ryan (2011). Print Reading for Industry, 10th edition. The Goodheart-Wilcox Company, Inc. p. 4. ISBN 978-1-63126-051-3.
6. ↑  Blue, WS: PSLC.
7. ↑  C. Brown, Walter; K. Brown, Ryan (2011). Print Reading for Industry, 10th edition. The Goodheart-Wilcox Company, Inc. p. 7. ISBN 978-1-63126-051-3.
8. ↑  Bridgwater, William; Sherwood, Elizabeth J., eds. (1950). "blueprint". The Columbia Encyclopedia in One Volume (hardbound) (به انگلیسی) (Second ed.). Morningside Heights, New York City: Columbia University Press. p. 214.
9. ↑  Ralph W. Liebing Architectural Working Drawings, John Wiley & Sons, 1999 شابک ‎۰۴۷۱۳۴۸۷۶۷ صفحهٔ ۵۷۶
10. ↑  Mary N. Woods From Craft to Profession: The Practice of Architecture in Nineteenth-Century America University of California Press, 1999 شابک ‎۰۵۲۰۲۱۴۹۴۳, صفحات ۲۳۹–۲۴۰
11. ↑  Gary Fabbri, Malin Fabbri Blueprint to Cyanotypes – Exploring a Historical Alternative Photographic Process Lulu.com, 2006 شابک ‎۱۴۱۱۶۹۸۳۸X صفحهٔ ۷[منبع خودمنتشرشده]
12. ↑  Pai, Damodar M.; Melnyk, Andrew R.; Weiss, David S.; Hann, Richard; Crooks, Walter; Pennington, Keith S.; Lee, Francis C.; Jaeger, C. Wayne; Titterington (2005), "Imaging Technology, 2. Copying and Nonimpact Printing Processes", Ullmann's Encyclopedia of Industrial Chemistry, Weinheim: Wiley-VCH, pp. 1–53, doi:10.1002/14356007.o13_o08.pub2
13. ↑  Blueprints replaced by whiteprints
14. ↑  Singer, Michael. "Crain Construction grows its 80-year-old business with iOS, Android tablets". tabtimes.com. Archived from the original on 22 May 2014. Retrieved 21 May 2014.
15. ↑  "Construction Blueprint App". HCSS. 15 December 2021. Retrieved 9 June 2022.

## مطالعه بیشتر
- مدخل ویکی‌واژه برای بلوپرینت
- پرونده‌های رسانه‌ای مربوط به Blueprints در ویکی‌انبار